# Acronicta nervosa
Acronicta nervosa là một loài bướm đêm trong họ Noctuidae.